# 伊索-伊亞爾維湖
61°36′34″N 29°54′20″E / 61.60944°N 29.90556°E
伊索-伊亞爾維湖（俄语：Исо-Ийярви），是俄羅斯的湖泊，位於該國西北部，由卡累利阿共和國負責管轄，長7.7公里、寬2.8公里，面積8.5平方公里，海拔高度86米，集水區面積75.6平方公里，平均水深6米，最大水深25米。